# Orde van Verdienste (Senegal)

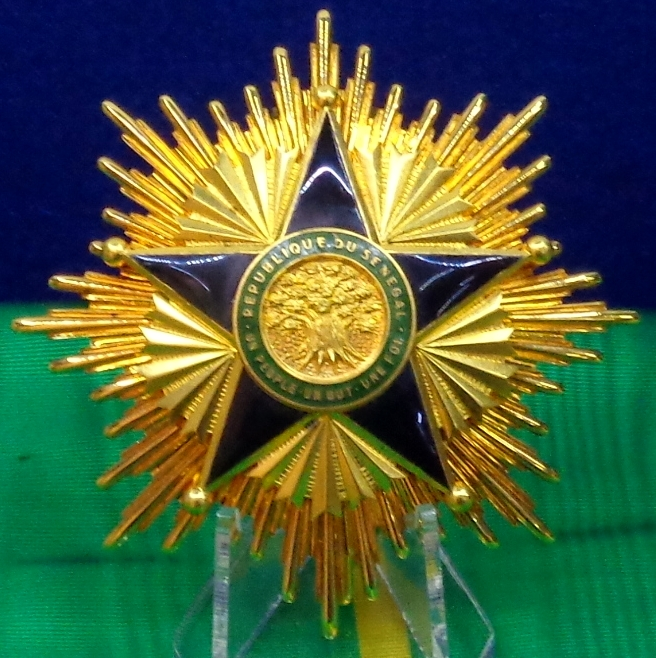
Orde van Verdienste

De Orde van Verdienste  (Frans: "Ordre du Mérite", Engels: "Order of Merit"), is een Senegalese ridderorde. De orde werd op 22 oktober 1960 ingesteld.
De graden
- Grootkruis
- Grootofficier
- Commandeur
- Officier
- Ridder

Het kleinood is een zwart geëmailleerde ster met vijf punten. In het centrale gouden medaillon is een baobab afgebeeld. Tussen de armen zijn gouden stralen geplaatst. De versierselen lijken sterk op die van de Nationale Orde van de Leeuw maar er is geen verhoging tussen ster en lint. De ring rond het medaillon is groen in plaats van rood.
Het motto van deze orde "Un peuple, un but, une foi" staat in gouden letters op de groene ring rond het medaillon.
De ronde ster of plaque is van goud of van zilver. Daarop is een kleinood zonder verhoging gelegd.
Het lint is heldergroen met een dunne gouden middenstreep.

## Galerij

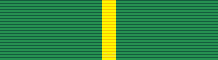
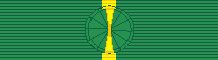
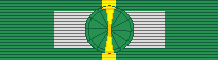
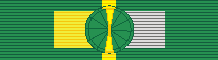
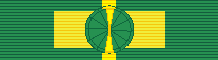